# Näckens polska

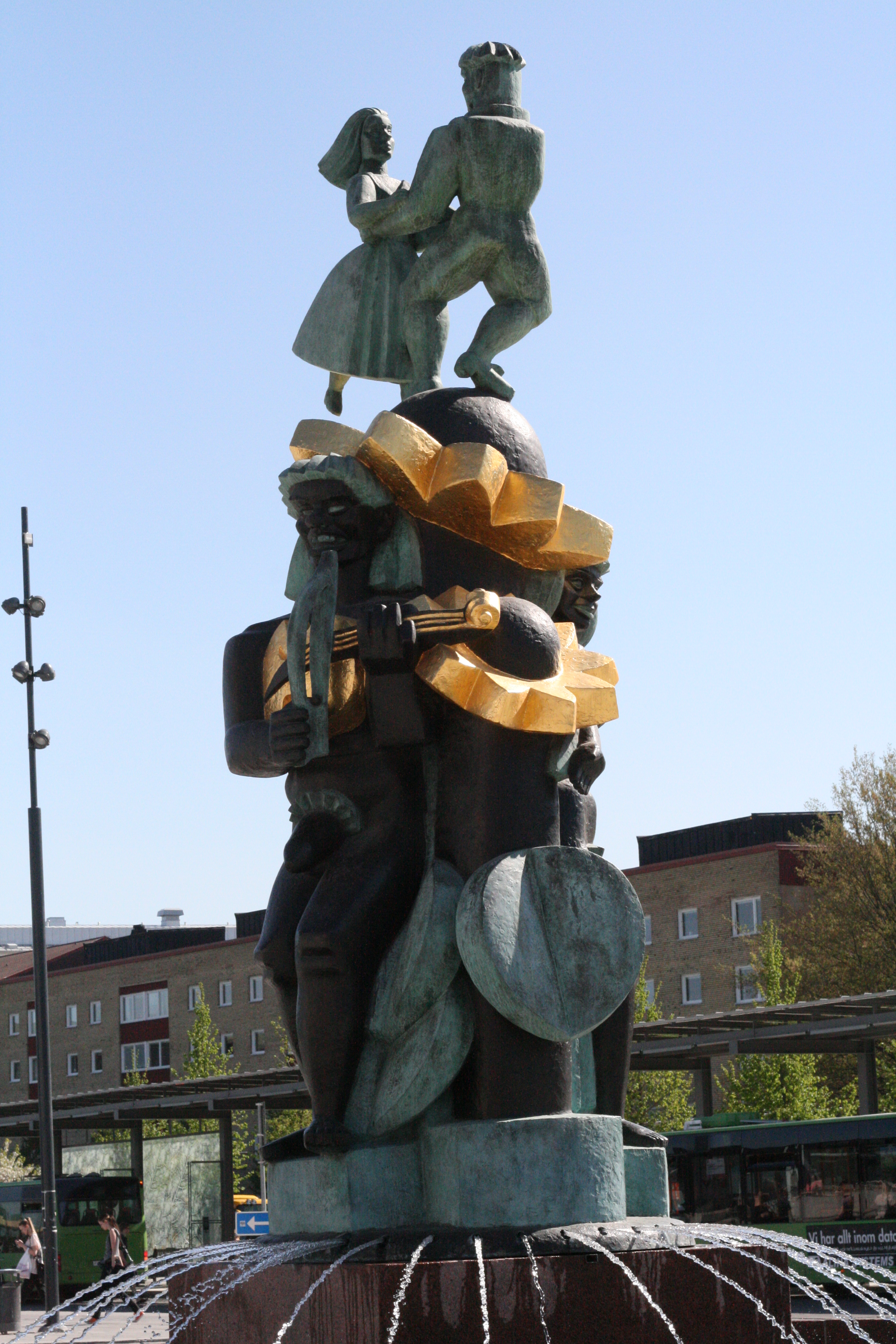
Näckens polska

Näckens polska är en skulptur av Bror Hjorth i Uppsala, utformad som en fontän med en sex meter hög skulpturgrupp i mitten. På ena sidan är Näcken avbildad som spelar fiol. Har ett väldigt grovhugget ansikte med stora tänder. På andra sidan är Huldran avbildad.
Skulpturen står sedan den 14 oktober 1967 vid Uppsala centralstation i Uppsala och är ett av Bror Hjorths mest kända verk. Tillblivelsen för statyn från beställning år 1951 var mödosam, bland annat krävde Uppsala stad att Näckens penis skulle ändras då den enligt vissa upplevdes som erigerad. Utformningen av skulpturen och framförallt könsorganet på Näcken väcker fortfarande starka känslor.
Det dansande paret högst upp i gruppen kunde under många år även skådas i mindre skala i skyltfönstret på Åhléns vid Sergels torg i Stockholm.

## Andra betydelser avNäckens polska
- Näckens polska är namn på flera svenska spelmanslåtar från olika delar av landet
- Näckens polska, folkvisa med sångtext av Arvid August Afzelius publicerad första gången i Iduna 1812.
- Näckens polska är titeln på en gammal folkvisa från Gotland

## Källor

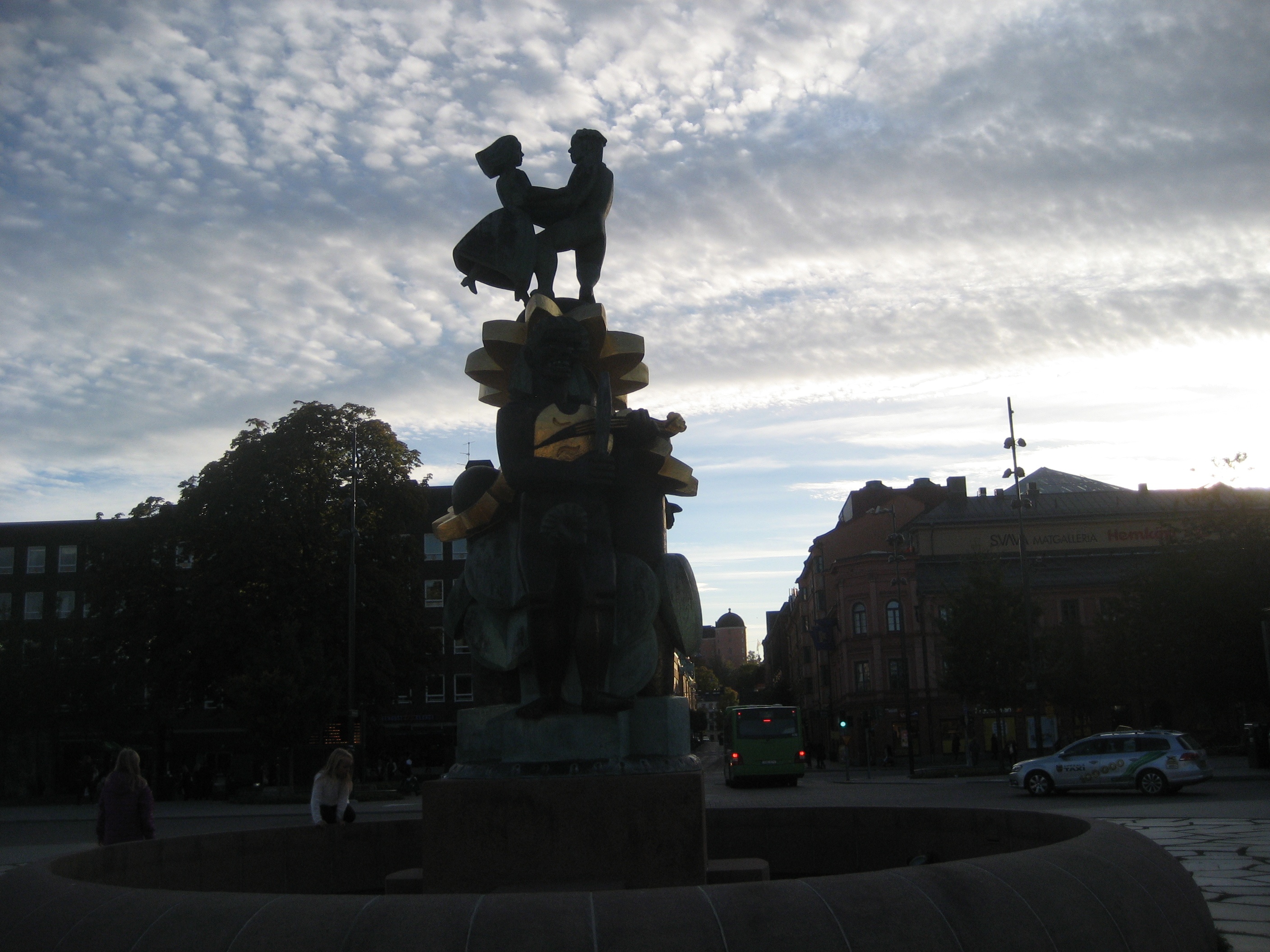
Näckens polska